# 부산광역시농산물도매시장관리사업소
부산광역시농산물도매시장관리사업소(釜山廣域市農産物都賣市場管理事業所)는 농산물의 원활한 유통 및 공정거래질서확립에 관한 사무를 분장하는 부산광역시청의 사업소이다. 엄궁·반여농산물도매시장관리사업소가 존재하며, 각 소장은 지방서기관 또는 지방기술서기관으로 보한다.

## 설치 근거 및 소관 사무

### 설치 근거
- 「부산광역시 행정기구 설치 조례」 제48조제1항[2]
- 「부산광역시 행정기구 설치 조례」 제48조의2제1항[3]

### 소관 사무
- 농산물도매시장의 관리·운영에 관한 사항
- 지정도매인, 중매인, 기타 유통업종사자 지도·감독에 관한 사항
- 도매시장 사용료 및 임대료 부과 징수에 관한 사항
- 도매시장 거래질서 유지 및 위법행위 단속에 관한 사항
- 농산물 유통정보의 조사·분석 및 홍보에 관한 사항

## 연혁
- 1993년 1월 11일: 부산직할시농산물도매시장관리사업소 설치.[4]
- 1999년 1월 1일: 부산광역시농산물도매시장관리사업소로 개편.[5]
- 2000년 8월 17일: 부산광역시엄궁·반여농산물도매시장관리사업소로 분리.[6]

## 조직

### 소장
- 관리팀[7]
- 운영팀[8]

## 명칭 및 위치
| 명칭                                   | 위치                      | 좌표                                                                      |
| -------------------------------------- | ------------------------- | ------------------------------------------------------------------------- |
| 부산광역시엄궁농산물도매시장관리사업소 | 사상구 농산물시장로 9     | 북위 35° 07′ 44.0″ 동경 128° 57′ 51.9″ / 북위 35.128889° 동경 128.964417° |
| 부산광역시반여농산물도매시장관리사업소 | 해운대구 수영강변대로 626 | 북위 35° 12′ 53.8″ 동경 129° 07′ 25.7″ / 북위 35.214944° 동경 129.123806° |